# سروش (روزنامه)
سروش روزنامه‌ای سیاسی و فرهنگی بود که در سال ۱۳۲۷ هجری قمری (برابر با ۱۲۸۸ خورشیدی) در اسلامبول منتشر می‌شد. این نشریه به مدیریت و سردبیری علی‌اکبر دهخدا و با همکاری گروهی از آزادی‌خواهان ایرانی مهاجر منتشر می‌شد و به‌عنوان ادامه‌ای بر راه و روش انتقادی صور اسرافیل شناخته می‌شد.
دهخدا که پس از بسته‌شدن صور اسرافیل به استانبول مهاجرت کرده بود، با حمایت مهاجران مشروطه‌خواهی چون صدرالاشراف، مؤتمن‌الملک، و دیگر یارانش، نشریهٔ سروش را بنیان گذاشت. نخستین شمارهٔ آن در ۱۲ جمادی‌الاول ۱۳۲۷ به چاپ رسید.
مقالات این روزنامه، به‌ویژه نوشته‌های دهخدا، با زبان طنز و انتقاد تند نسبت به استبداد داخلی و نفوذ خارجی نگاشته می‌شد و ادامه‌ای بر مشی روشنگرانهٔ صور اسرافیل در مهاجرت به‌شمار می‌رفت. سروش اگرچه کوتاه‌عمر بود، اما نقشی مهم در حفظ روحیهٔ مشروطه‌خواهان در دوران مهاجرت ایفا کرد.